# Holland
 Denne artikel omhandler det nuværende europæiske land, officielt Nederlandene. For andre betydninger af Holland, se Holland (flertydig). (Se også artikler, som begynder med Holland)
 "Nederlandene" omdirigeres hertil. For andre betydninger af Nederlandene, se Nederlandene (flertydig).
Holland [ˈhɔˌlan'] eller Nederlandene (formen Nederland (nederlandsk: Nederland  ( hør)) er også korrekt, men bruges stort set ikke på dansk) er et land i Europa. Formelt set er landet en del af Kongeriget Nederlandene som et konstituerende land og udgør de nederlandske provinser i Vesteuropa, mens resten udgøres af tre øer i det Caribiske Hav. Den europæiske del grænser mod nord og vest til Nordsøen, Belgien mod syd og Tyskland mod øst; og deler sine maritime grænser med Belgien, Tyskland og Storbritannien.
Landet er det tættest befolkede i Europa (bortset fra småstaterne Monaco, Vatikanstaten, Malta og San Marino). Det er også et af verdens lavestliggende lande, hvilket navnet Nederlandene henviser til. Kun omkring 50% af landarealet er over én meter over havets overflade, med Vaalserberg på 321 meter som det højeste punkt, og Zuidplaspolder i kommunen Zuidplas på -6,72 m som laveste. Til sammenligning er Lammefjorden på -7,5 m. 17 % af det nuværende landareal er indvundet ved inddæmning (landvinding fra havet) og opfyldning af indsøer og 26 % af landarealet er beskyttet af diger. Nederlandene har rundet 18.000.000 indbyggere 15. august 2024, der kaldes nederlændere eller hollændere. De bebor et landareal på 33.893 km² i Europa. Befolkningstætheden er 531 indbyggere per km² landareal, 433,3 per km² samlet areal.
Amsterdam er den officielle hovedstad, mens Haag (Den Haag) er sæde for regeringen og parlamentets to kamre: Eerste Kamer og Tweede Kamer. Haag er også hjemsted for Den Internationale Domstol og Den Internationale Straffedomstol.

## Navn

### Etymologi
Navnet Holland kommer fra oldfrankisk 'holt-land' ('træ-land') og refererer til, at området var dækket af skov.
Nederlandene betyder enten de lavtliggende lande, der henviser til landskabet omkring deltaerne fra floderne Eems, IJssel, Rhinen, Maas og Schelde, eller de nedre lande, henvisende til områderne omkring Rhinens nedre løb, i modsætning til de øvre dele i Tyskland.

### Navneskik
Holland er et almindeligt navn for Nederlandene i daglig tale i Danmark. Men det egentlige Holland omfatter kun de to provinser Noord-Holland (Nord-Holland) og Zuid-Holland (Syd-Holland) (tidligere provinsen Holland). Dog svarer nutidens Holland omtrent til det historiske Kongeriget Holland. Noord-Holland og Zuid-Holland har de vigtige byer Amsterdam, Rotterdam, Haag, Leiden, Delft m.fl. kom til at dominere landets økonomi og handel, og i nogle lande blev Holland synonymt med Nederlandene.
På nederlandsk skelner man konsekvent mellem Holland (de to hollandske provinser) og Nederlandene (hele landet).
På dansk kaldes landet overvejende Holland i almindelig tale, mens Nederlandene bruges i mere præcise sammenhænge, i officielt sprog og af mange der beskæftiger sig med nederlandsk sprog og kultur.[kilde mangler] Den forkortede form Nederland bruges stort set ikke på dansk (men er med i Retskrivningsordbogen). De fleste nederlændere opfatter det som ukorrekt at kalde landet Holland, og også flamlændere protesterer mod at deres nederlandske sprog benævnes hollandsk.
En EU-vejledning for udformning af EU-publikationer fastsætter, at landets almindelige geografiske navn skal angives som Nederlandene og det officielle protokollære navn som Kongeriget Nederlandene i dansksprogede EU-publikationer. Vejledningen anfører i en note: "Brug »Nederlandene«, ikke »Holland«, som kun er en del af Nederlandene (består af to provinser)."
Problematikken er et pars pro toto. og kan sammenlignes med England kontra Storbritannien.

## Historie
I middelalderen var de historiske Nederlande, hvor Beneluxlandene nu ligger, primært en del af det Tysk-Romerske rige. Det bestod af adskillige amter, grevskaber og stifter, der i løbet af 1400-tallet blev samlet i ét område af hertugerne af Burgund.
Omkring 1500 kom hele området under huset Habsburg, efter at Maria af Burgund (farmor til Christian den 2.'s dronning Elisabeth af Burgund) havde giftet sig med den tysk-østrigske kejser Maximilian 1.. Det var habsburgerne, der samlede de 17 nederlandske provinser til ét område. Derved blev lensbåndene til det Tyske Rige svagere.
Da Habsburgfyrstehuset i midten af 1500-tallet blev delt i en spansk og østrigsk gren, kom de samlede Nederlande under Filip 2. af Spaniens herredømme.
I det økonomisk vigtige område med dets mange byer – Nederlandene alene stod for en tredjedel af den spanske krones indtægter – trivedes den reformerte Calvinisme. Den stærkt katolske Filip 2. satte en kraftig modreformation i gang og sendte flere hære til Nederlandene. Kongens forsøg på vidtgående centralisering og en voldsom forhøjelse af skatterne førte til en åbenlys borgerkrig mod Spanien i sidste halvdel af 1500-tallet. Anledningen til opstanden var bl.a., at hele befolkningen i 1568 var lyst i band for kætteri.
Den 26. juli 1581 fremkom en uafhængighedserklæring fra de syv nordlige provinser, der dannede Republikken Nederlandene (Republiek der Zeven Verenigde Nederlanden , latin: Belgica Foederata). Området svarer stort set til den nuværende stat Nederlandene. En stor del af de sydlige besatte provinsers befolkning flygtede nordpå, bl.a. efter spaniernes erobring af havnebyen Antwerpen i 1585. Republikken blev formelt anerkendt som et selvstændigt land i 1648 ved den Westfalske Fred. De sydlige Nederlande foreblev under spansk herredømme, kom senere under østrigsk-habsburgsk herredømme og dannede først i 1830 den moderne nation Belgien.
I 1600-tallet og til slutning af 1700-tallet blev Republikken af de Syv Forenede Nederlande en af de førende søfartsnationer og vigtigste økonomiske kræfter i Europa med Amsterdam som nyt centrum for verdenshandelen. Der blev oprettet kolonier og handelsstationer over hele kloden som handelsstationen Nieuw Amsterdam, som senere hen blev omdøbt til New York, opdagelsen af Australien, som blev kaldt for Nieuw Holland, samt etableringen af en storkoloni i det nuværende Indonesien.
Samtidig med den økonomiske himmelflugt blev Republikken toneangivende hvad angår kunst, kultur, arkitektur og filosofi. Malere som Johannes Vermeer og Rembrandt og filosoffen Spinoza er nogle af de vigtigste navne i, hvad der senere er blevet kaldt Guldalderen (De Gouden Eeuw). Det var formentlig i denne periode, at det vestlige område Holland var så dominerende, at dets navn for mange blev synonymt med hele landet.
Republikken af de Syv Forenede Nederlande ophørte formelt i 1794, da Frankrig invaderede landet og statholderen Willem 5. af Orange flygtede til Storbritannien. Med fransk støtte blev der oprettet en fransk satellitstat, den Bataviske Republik (1795-1806). Den franske kejsers bestræbelser på centralisering førte i 1806 til oprettelsen af vasalstaten Kongeriget Holland (1806-1809) med Napoleons lillebror Ludvig Bonaparte som konge. I 1809 blev landet indlemmet i Frankrig, og det forsvandt en kort periode fra verdenskortet.
I 1814 blev de nordlige og sydlige nederlandske provinser genforenet under betegnelsen Kongeriget Nederlandene. De sydlige områder løsrev sig i 1830 under navnet Kongeriget Belgien. I 1839 blev den endelige grænse mellem Nederlandene og Belgien fastlagt ved traktat, hvorved Belgien afstod den østlige del af provinsen Limburg.
Nederlandene undgik 1. verdenskrig, men blev besat under 2. verdenskrig, og nederlændere oplevede voldsom hungersnød i det sidste krigsår. Efter krigen var landet medstifter af Beneluxunionen og den Europæiske Union. I 1953 blev landet voldsomt oversvømmet, og store dele af det sydvestlige Nederlandene, især provinsen Zeeland, kom til at stå under flere meter havvand, og mange mistede livet.

## Nederlandske Antiller
De Nederlandske Antiller ophørte d.11. oktober 2010 med at eksistere som en administrativ enhed. Øerne fik fra denne dato ny status indenfor Nederlandene: Bonaire, Sint Eustatius og Saba udgør herefter en del af selve Nederlandene som særlige kommuner, mens Curaçao og Sint Maarten har opnået status som selvstændige lande i Kongeriget – samme status som Aruba fik i 1986.

## Politik
Nederlandene har været et konstitutionelt monarki siden 1815. Det var republik fra 1581 til 1806 (og var besat af Frankrig mellem 1806 og 1815).
Kong Willem-Alexander af huset Oranje-Nassau har været landets statsoverhoved siden 2013. De nederlandske regeringer består af en koalition, da et enkelt politisk parti aldrig har haft politisk flertal. Formelt er det kongen, som udpeger regeringen. I praksis bliver der efter hvert parlamentsvalg dannet en koalitionsregering efter forhandlinger imellem partierne, som kan tage adskillige måneder. Den vælges så officielt af kongen. Regeringslederen, som kaldes "ministerpræsident" eller "premier", er normalt lederen af det største parti i koalitionen.
Siden 2. juli 2024 har Dick Schoof været premierminister.   Ruttes forgænger som ministerpræsident var Mark Rutte fra VVD, der var ministerpræsident 2010-2024. Rutte var den premierminister, der har siddet længst på posten.
Parlamentet består af to huse. Der er 150 medlemmer i underhuset (Tweede Kamer), som vælges hvert fjerde år i direkte valg. Der er 75 medlemmer i det mindre vigtige overhus (Eerste Kamer), som vælges indirekte af tolv provinsparlamenter. De to kamre kaldes samlet for Staten-Generaal. Provinsernes parlamenter vælges som underhuset: hvert fjerde år ved direkte valg.

## Geografi
Provinserne Noord-Holland, Zuid-Holland, Zeeland, Friesland og Groningen er meget flade landområder. Omkring halvdelen af landets areal ligger mindre end 1 meter over havniveau, og 38 % ligger under havniveau. Et omfattende system af diger beskytter disse områder mod oversvømmelse, og et stort antal pumpestationer holder grundvandsstanden nede. Store arealer bl.a. hele Flevoland og store dele af Noord-Holland og Zuid-Holland er inddæmmet og tørlagt hav – poldere. Det højeste punkt, Vaalserberg, ligger i det sydøstlige hjørne af landet og er 321 m over havet. Det laveste, Zuidplaspolder på -6,72 m, ligger i kommunen Zuidplas i Zuid-Holland nordøst for Rotterdam. 
Landet deles i tre hovedområder af floderne Rhinen (Rijn), Waal og Maas. Floderne danner både naturlige, kulturelle og dialektgrænser.
Arealet af vand er 7.707 kvadratkilometer.
Den dominerende vindretning er sydvest, hvilket giver et moderat kystklima med kølige somre og milde vintre.

## Økonomi
Holland har historisk været en stærk handelsnation og har derfor i mange perioder været blandt verdens rigeste lande. Det var blandt andet hollænderne, der opfandt aktiemarkedet.
I dag er landet verdens 16. største økonomi og er blandt andet hovedsæde for en række internationale koncerner. Ikke mindst Royal Dutch Shell, Vitol, ING Group og Philips. Økonomien voksede især i 1990'erne, men landet har som de fleste andre europæiske lande været hårdt ramt af den økonomiske krise, der for alvor satte ind i 2008. Selv om arbejdsløsheden fortsat er relativt lav, har man siden 2011 oplevet en negativ vækst i økonomien. Det skyldes blandt andet en vigende indenlandsk efterspørgsel som følge af større boligudgifter i kølvandet på bankernes økonomiske udfordringer.
For at holde lønningerne nede og dermed bevare konkurrenceevnen afholdes der løbende trepartsforhandlinger i Sociaal Economische Raad mellem regering, arbejdsgivere og arbejdstagere.
Serviceindustrien står for over 70 % af økonomien, mens industri og håndværk står for omtrent en fjerdedel. Kun ca. 1,5 % kommer fra landbruget.
De største eksportmarkeder for nederlandske varer er:
- Tyskland - 24, 2 %
- Belgien - 10,7 %
- Storbritannien - 8,8 %
- Frankrig - 8,8 %
- Italien - 4,2 %

Importen kommer primært fra følgende lande:
- Kina - 16,4 %
- Tyskland - 15,3 %
- Belgien - 8,5 %
- USA - 6,9 %
- Rusland - 4,3 %

### Klynger
Økonomien er bredt funderet på en række sektorer med særlige geografiske specialiseringer knyttet især til landbrugssektoren. Fx en stærk mejeriklynge og en blomsterklynge.
Derudover har Holland en klynge knyttet til det maritime område, især shipping, og er blandt verdens førende. Den hænger ikke mindst sammen med havnen i Rotterdam, der er Europas største.
I den østlige del af landet er der ligeledes en klynge koncentreret omkring IT og produktion af halvledere.
Derudover er landet en stor energiproducent fra landbaseret udvinding og som følge af dets andel i energiforekomsterne i Nordsøen. Det gælder ikke mindst indenfor naturgas, hvor landet er Vesteuropas næststørste gasproducent, med ca. 30 % (hvornår?) af produktionen i EU. Det omtrent 900 km2 store naturgasfelt med (i 1960) 2.800 (anslået 2018:646) milliarder, dertil øvrige felter 1.722 (ansl. 2018:150) milliarder m3 naturgas (mængden af naturgas gør feltet til en såkaldt supergigant), som blev fundet 22. juli 1959 i Kolham nær Slochteren (kommune:Midden-Groningen) øst for storbyen Groningen, hvorfra de første leverancer begyndte i december 1963, leverer stadig store mængder naturgas. Hollænderne selv brugte før 2014 ca. to tredjedele af produktionen og eksporterede resten. Holland har fra 2014 valgt at neddrosle naturgasproduktionen kraftigt og importerer i stedet fra og med 2018 mere naturgas end den hjemlige produktion, hovedsagelig fra Norge og Storbritannien. Denne beslutning er gennemført for at undgå jordskælv som følge af nedsynkning af land pga. den store udvinding af naturgas i provinsen Groningen. Som følge af disse jordskælv udbetales erstatninger som kompensation for skaderne på ejendomme. Infrastrukturen omkring varme og madlavning har naturgas som den primære energikilde. Oliefeltet Schoonebeek, som blev fundet med 1 milliard m3 i 1943 og begyndte produktion i 1947, ligger i kommunen Emmen i provinsen Drenthe.

## Administrativ inddeling
| Klikbar kort | Provinserne |
|              | Nederlandene er inddelt i tolv provinser (provincies): - Drenthe – hovedstad Assen - Flevoland – hovedstad Lelystad - Friesland/Fryslân – hovedstad Leeuwarden - Gelderland – hovedstad Arnhem - Groningen – hovedstad Groningen - Limburg – hovedstad Maastricht - Noord-Brabant – hovedstad 's-Hertogenbosch - Noord-Holland – hovedstad Haarlem - Overijssel – hovedstad Zwolle - Utrecht – hovedstad Utrecht - Zeeland – hovedstad Middelburg - Zuid-Holland – hovedstad Den Haag |

Provinserne består af i alt 342 kommuner (gemeenten) per 1. januar 2023. Sydvest for Rotterdam centrum, syd for Rotterdam kommune, dannede Brielle, Hellevoetsluis og Westvoorne den nye kommune Voorne aan Zee i Zuid-Holland 1. januar 2023. De 32 mest folkerige kommuner, som har rundet 100.000 indbyggere hver, har sammenlagt omkring syv millioner indbyggere (2024). Derudover er landet inddelt i 21 vandadministrationer (waterschappen) (2018), hvis grænser ikke svarer til provins- eller kommunegrænserne.

## Kultur

### Mad
Blandt særlige specialiteter er sirupsvaflerne stroopvaffel og cremebollen puddingbroodje. Desuden har landet et mejeriprodukt a la yoghurt kaldet vla. Landet er desuden et af de få steder i verden, udover Norden, hvor saltlakrids er udbredt, ligesom sauerkraut spises. Landet har tradition for pandekager, både søde til dessert og madpandekager med bacon, skinke, grøntsager eller ost. Der fremstilles berømte oste som gouda fra byen af samme navn, Leydenost med kommen produceret omkring Leiden samt edam fra byen af samme navn. Beemsterost (fra Beemster) og Leerdammer er fra Zaan-området i Noord-Holland.

### Folklore
Holland har en særlig pendant til julemanden, idet Sinterklaas fejres 5. eller 6. december, hvor han med sin sorte hjælper, Zwarte Piet, giver gaver til de artige børn.

### Kunst
Nederlandske kunstnere og især malere har præget verdenskulturen, bl.a. Rembrandt og Johannes Vermeer.

## Trivia
I et nederlandsk pas står på estisk, rumænsk, slovakisk og ungarsk stadigvæk noget der svarer til ’Kongeriget Holland’, men det skal fra 2011 erstattes af noget, der svarer til det korrekte ’Kongeriget Nederlandene’. På nederlandsk hedder det Koninkrijk der Nederlanden.
Det nederlandske senat, Generalstaternes Førstekammer, har i december 2010 enstemmigt vedtaget, at den fejlagtige betegnelse ’Holland’ fra 2011 ikke må bruges mere i et officielt dokument som et pas. På estisk kommer det for eksempel til at hedde Madalmaade Kuningriik i stedet for Holandi Kuningriik og på ungarsk Németalföldi Királyság i stedet for Holland Királyság 